# Iaspis
Iaspis is een geslacht van vlinders van de familie Lycaenidae.

## Soorten
- I. beera (Hewitson, 1868)
- I. castimonia (Druce, 1907)
- I. exiguus (Druce, 1907)
- I. talayra (Hewitson, 1868)
- I. temesa (Hewitson, 1868)
- I. thabena Hewitson, 1868
- I. verania (Hewitson, 1868)